# Номерні знаки Індії
Реєстраційні знаки транспортних засобів Індії (розмовне — номерні знаки Індії) — пластини-ідентифікатори, що використовуються для обліку моторизованих дорожних транспортних засобів в Індії. Видаються Регіональним Транспортним Управлінням (РТО) районного рівня відповідних штатів. За законом усі номери повинні складатися із сучасних арабських чисел та латинських літер. Міжнародний реєстраційний код Індії — IND.

## Кольорове кодування

### Постійна реєстрація
- Приватний транспорт:
  - Приватні транспортні засоби за замовчуванням мають номерний знак з чорними літерами на білому тлі (напр. TN 75 AA 7106).
  - Транспортні засоби, які працюють виключно від електрики, мають білі літери на зеленому тлі (напр. AP 21 BP 7331)
- Комерційні транспортні засоби:
  - Комерційні транспортні засоби, такі як таксі, автобуси та вантажівки, за замовчуванням мають чорні літери на жовтому тлі (напр. UP 19 D 0343).
  - Транспортні засоби, які можна орендувати для самостійного керування, мають жовті літери на чорному тлі (напр.  KA 08 J 9192).
  - Комерційні транспортні засоби, які працюють виключно від електрики, мають жовті літери на зеленому тлі (напр. MH 12 RN 1289)
- Транспортні засоби, що належать іноземним представництвам:
  - Транспортні засоби, зареєстровані в посольстві або в Організації Об'єднаних Націй, мають білі літери на світло-блакитному тлі (напр. 199 CD 1 та 23 UN 1 відповідно).[2]
  - Транспортні засоби, зареєстровані в консульстві, мають чорні літери на жовтому тлі (напр. 199 CC 999).
- Транспортні засоби, зареєстровані збройними силами Індії, починаються з білої стрілки і мають білі літери на чорному тлі (напр. ↑03D 153874H).

### Тимчасова реєстрація
- Непродані транспортні засоби, що належать виробнику або дилеру, мають білі літери на червоному тлі (напр. HR 26 TC 7174).
- Продані транспортні засоби, які очікують на постійну реєстрацію, мають червоні літери на жовтому тлі (напр. TS 07 D TR 2020).

### Формат постійної реєстрації
Поточний формат реєстраційного індексу складається з 4 частин, це:
- Перші дві літери вказують на штат або союзну територію, на якій зареєстровано транспортний засіб.
- Наступні двозначні числа є порядковим номером району.
- Третя частина складається з однієї, двох або трьох літер або взагалі без них. Це показує поточну серію реєстрації РТО (діє як лічильник кількості зареєстрованих транспортних засобів) та/або класифікацію транспортних засобів.
- Четверта частина — це число від 1 до 9999, унікальне для кожного номера. Коли закінчується 4-значне число, до нього ставиться літера як префікс, а потім дві літери і так далі.

Така схема нумерації має ряд переваг:
- Буде відомий штат або район реєстрації конкретного транспортного засобу.
- У разі поліцейського розслідування аварії або злочину, пов’язаного з транспортним засобом, свідки зазвичай запам’ятовують початкові літери коду регіону – тоді досить просто звузити підозрілі транспортні засоби до набагато меншої кількості, перевіривши базу даних, не маючи повного номеру.

### Виключення до деяких букв в серіях РТО
- Літери, такі як O та I, не використовуються в серії РТО, щоб уникнути плутанини з цифрами 0 та 1.

## Спеціальні формати
У деяких штатах (наприклад, штат Делі, а раніше Гуджараті та Біхарі) початковий нуль в коді району пропущено, таким чином, номери району Делі 2 відображаються як DL 2, а не DL 02.
Союзна територія Делі має додатковий код у реєстраційному коді: DL 9 CAA 1111, де DL — двобуквенний код Делі. Додатковими літерами, для визначення категорії транспортних засобів, є літера S для двоколісних, C для звичайних автомобілів і позашляховиків, E для електромобілів (лише в деяких випадках), P для громадських пасажирських транспортних засобів, таких як автобуси, R для триколісних рикш, T для транспортних засобів і таксі з туристичною ліцензією, V для пікапів і мікроавтобусів і Y для орендованих транспортних засобів. Ця система також застосовується в інших штатах Індії. Наприклад, в Раджастані, на початку номера стоїть двобуквенний код RJ, а потім додаткова літера: 
P — для легкових транспортних засобів, C — для звичайних автомобілів, S — для скутерів і G для вантажних транспортних засобів.Також A для швидкої допомоги, M для Milk Van та P для поліції

## Штати

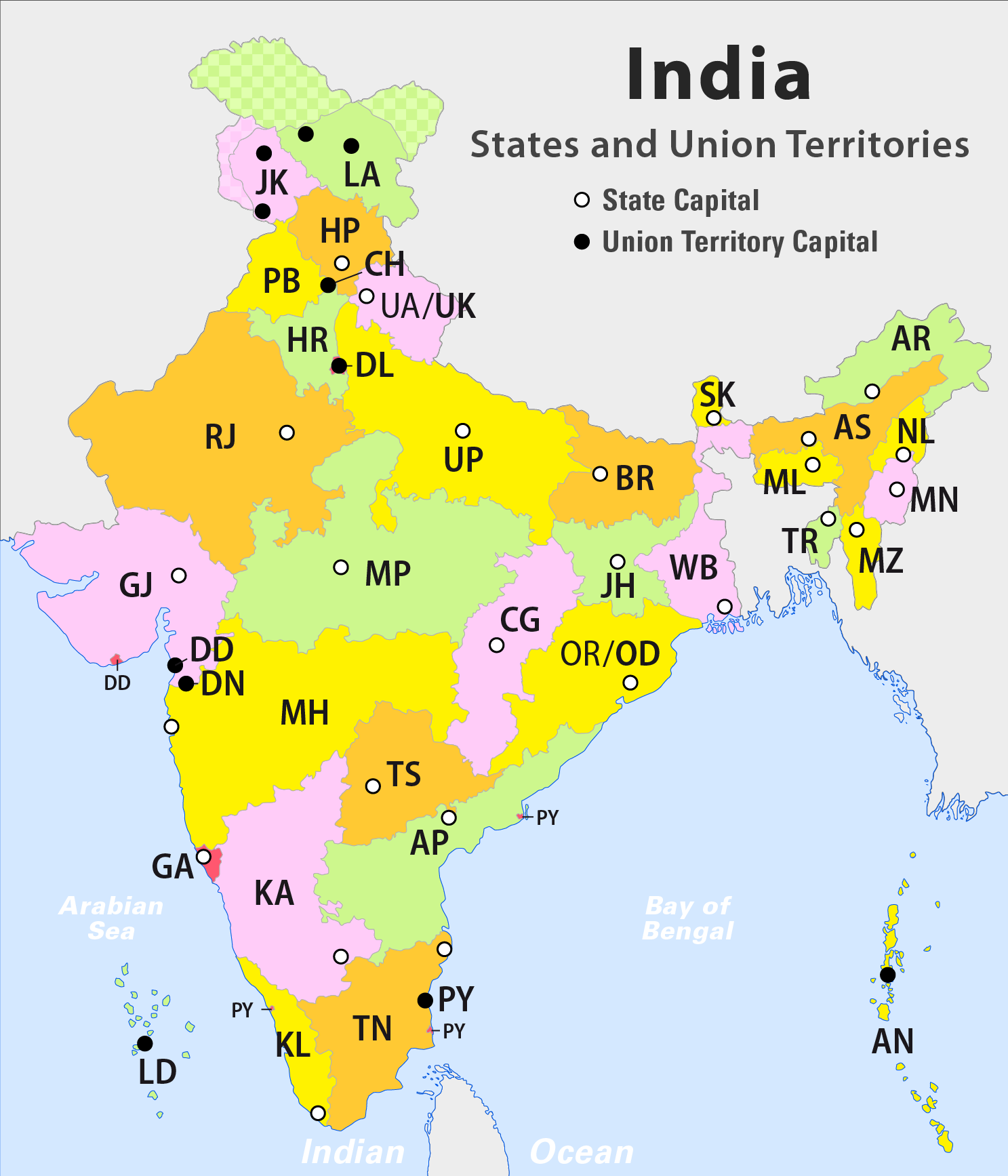
Двобуквені коди штатів Індії, які використовуються на транспортних засобах

Усі штати Індії та союзні території мають власний двобуквенний код. Це дволітерне посилання набуло чинності в 1980-х роках. До цього в кожному районному чи регіональному транспортному управлінні був трибуквенний код, який не вказував на штат. Це призвело до неабиякої плутанини — наприклад, MMC 8259 міг би поміститися в будь-якій точці країни. Щоб уникнути цієї двозначності, код району РТО був включений у початок номера. У деяких штатах, таких як Махараштра, номерні знаки до 1960 року (коли штати були відомі під іншими назвами) мали інші позначення, як BMC в Махараштрі, тоді він був відомий як Bombay Presidency.
Новостворені штати Уттаракханд, Чхаттісгарх, Джаркханд і Телангана (з Уттар-Прадеш, Мадх'я-Прадеш, Біхар і Андхра-Прадеш відповідно) реєструють транспортні засоби за своїми новими двобуквенними кодами, тоді як старі номери зареєстровані в офісах РТО цих штатів, згідно з кодексом РТО залишаються дійсними. У 2007 році штат Уттаранчал було перейменовано в Уттаракханд, таким чином код штату змінився з UA на UK. У 2011 році штат Орісса був перейменований в Одіша, таким чином код штату змінився з OR на OD.
Уряд Індії, Міністерство дорожнього транспорту та автомобільних доріг, вузлове міністерство, сформулювали суворі специфікації та правила для застосування нових реєстраційних знаків високого рівня безпеки. Нещодавно штати почали поетапно їх вводити. Очікується, що ця стандартизація, разом із суворим дотриманням, призведе до змін у правоохоронній діяльності та в процесі реєстрації транспортних засобів у країні.

### Актуальні коди
Перелік двобуквенних кодів штатів і кодів союзних територій виглядає наступним чином:
| Штат або союзна територія                                                                | Код |
| Андаманські та Нікобарські острови                                                       | АН  |
| Андхра-Прадеш                                                                            | AP  |
| Аруначал-Прадеш                                                                          | AR  |
| Ассам                                                                                    | AS  |
| Бхарат (Індія) Використовується для загальнонаціональної реєстрації транспортних засобів | BH  |
| Біхар                                                                                    | BR  |
| Чандігарх                                                                                | CH  |
| Чхаттісгарх                                                                              | CG  |
| Дадра і Нагар Хавелі і Даман і Діу                                                       | DD  |
| Делі                                                                                     | DL  |
| Гоа                                                                                      | GA  |
| Гуджарат                                                                                 | GJ  |
| Хар'яна                                                                                  | HR  |
| Хімачал-Прадеш                                                                           | HP  |
| Джамму і Кашмір                                                                          | JK  |
| Джаркханд                                                                                | JH  |
| Карнатака                                                                                | КА  |
| Керала                                                                                   | KL  |
| Ладакх                                                                                   | LA  |
| Лакшадвіп                                                                                | LD  |
| Мадх'я-Прадеш                                                                            | MP  |
| Махараштра                                                                               | MH  |
| Маніпур                                                                                  | МН  |
| Мегхалая                                                                                 | ML  |
| Мізорам                                                                                  | MZ  |
| Нагаленд                                                                                 | NL  |
| Одіша                                                                                    | OD  |
| Пудучеррі                                                                                | PY  |
| Пенджаб                                                                                  | PB  |
| Раджастан                                                                                | RJ  |
| Сіккім                                                                                   | СК  |
| Таміл Наду                                                                               | TN  |
| Штат Телангана                                                                           | TS  |
| Трипура                                                                                  | TR  |
| Уттар-Прадеш                                                                             | UP  |
| Уттаракханд                                                                              | UK  |
| Західна Бенгалія                                                                         | WB  |
| ---------------------------------------------------------------------------------------- | --- |

### Колишні коди
Список кодів, які більше не використовуються:
| Код | Штат або союзна територія |
| OR  | Орісса                    |
| UA  | Уттаранчал                |
| DN  | Дадра і Нагар-Хавелі      |
| --- | ------------------------- |

## Округи
Наприклад AP 04 — Кадапа РТО, а AP 30 — Срікакулам РТО в штаті Андхра-Прадеш.
Оскільки в усіх штатах є два або більше округи, реєстрація транспортного засобу покладається саме на округ. Транспортний засіб має реєстрацію округа, в якому він придбаний, а не округа проживання власника. У багатьох штатах чиновники наполягають на тому, щоб номери були змінені на місцеві, якщо власник змінює місце проживання.
Кількість округів у штаті не обов’язково дорівнюватиме кількості видів поля номерів. Часто в округах з великими містами географічний район може бути розділений на два або більше керованих регіонів, кожен з яких керується РТО. Випадок – міський округ Бенгалуру штату Карнатака, який має опорні пластини KA 01 для Центрального Бенгалуру, KA 02 для Північного Бенгалуру, KA 03 для Східного Бенгалуру, KA 04 для Західного Бенгалуру, KA 05 для Південного Бенгалуру, KA 41 для Кенгері, KA 50 для Єлаханки, KA 51 для Електронного міста , KA 53 для Крішнараджапури, KA 59 для Чандапури. Певні номерні знаки можуть бути встановлені для спеціальних цілей. Наприклад KA 57 в Шантинагарі призначений для авторикш міського округу Бенгалуру, а KA 57 F  — реєстрація РТО, ексклюзивна для автобусів KSRTC і BMTC.
У деяких штатах, таких як Західна Бенгалія, кожен РТО видає два окремих номери, тобто окремі номери для комерційних і приватних транспортних засобів. Наприклад Asansol РТО, видає номери WB 38 для приватних транспортних засобів і WB 37 для комерційних або громадських транспортних засобів.
Також цифра 01 може відображати столичний район штату, хоча це може бути не завжди так.

## Унікальна нумерація
Останні чотири цифри є унікальними для кожного автомобіля. Зазвичай нижчі 100 цифр є державними зареєстрованими номерами, але не завжди. Ціна на спеціальні «щасливі» числа (також звані химерними), такі як 3333 або 6666, може перевищувати 100 000 рупій.
До 2005 року Карнатака стягувала 1000  за отримання унікального чотиризначного номера. Раніше ці номери видавалися або з поточної серії, або з однієї чи двох майбутніх серій. Коли система нумерації була комп’ютеризована, номери можна було видавати з будь-якої майбутньої серії. Однак РТО Карнатаки підвищив ціну послуги до 6 000 , якщо число, яке буде отримано, належить до поточної серії, і 25 000 , якщо воно має бути випущене з майбутньої серії. У 2010 році ціни були знову збільшені з 6 000  до 20 000  та з 25 000  до 75000 , відповідно.
Станом на 2007 рік РТО Махараштра підвищила ціну на унікальні номери до діапазону від  25 000  до 125 000 . А у 2012 році РТОМахараштра підвищила максимальний поріг діапазону з 125 000  до 200 000 .
У штаті Уттаракханд номери 0001 і 0786 мають найвищу ціну — 50 000 рупій.
У Гуджараті РТО стягує 500  за номер на 2-колісні транспортні засоби і 1000  на 4-колісні транспортні засоби за вибраний номерний знак, але вибраний номерний знак не є унікальним, напр. 4521, 6523 тощо. Для VIP номера 1 (на 4-колісний транспортний засіб) РТО розповсюджує форму заявки на тендер на отримання унікального номерного знака. Найбільший платник отримає унікальний номер накшталт 1. Іноді для придбання номера такого типу номера потрібно від 200 000  до 500 000 . Наразі РТО Гуджарату переглянуло суму для вибраного чотирохзначного номера, яка становить 1000  для 2-колісних транспортних засобів і 5000  для 4-колісних транспортних засобів.
У штаті Андхра-Прадеш РТО слідує за системою аукціонів для отримання унікальних номерів. Номери накшталт 0909 0999 0099 0009 завжди користуються великим попитом і мають високу ставку на аукціоні.

## Унікальні літери
Якщо всі номери до 9999 використані, РТО додає літеру A перед пробілом для цифр, щоб можна було вмістити більше номерів. У деяких штатах дві літери також дають опис марки транспортного засобу.
Літери можуть також відображати підрозділ району, якщо район є територіально великим.
У Таміл Наду літера G зарезервована для урядових транспортних засобів (як уряду Індії, так і урядів штатів), а літера N зарезервована для державних транспортних автобусів, від A до F, H до M і P до Z для пасажирських транспортних засобів, всіх видів, включаючи комерційні транспортні засоби. Наприклад TN 60 AG 3333 може бути державним транспортним засобом, зареєстрованим у Тені, тоді як TN 58 N 4006 може бути державним автобусом, зареєстрованим в окрузі Мадурай.
У штатах Андхра-Прадеш і Телангана літера Z зарезервована для автобусів державного автомобільного транспорту APSRTC і TSRTC. Літера P зарезервована для транспортних засобів поліції штату. Літери T, U, V, W, X, Y зарезервовані для комерційних автомобілів, які продовжуються як ТА ..., TB ..., UA ..., UB ... і так далі, тоді як інші літери зарезервовані для приватних пасажирських транспортних засобів усіх видів.
У Кералі серія номерів KL 15 зарезервована для автобусів Державної автомобільної транспортної корпорації Керали (KSRTC). Наприклад KL 15 3431 — автобус Ashok Leyland KSRTC з кодом транспортного засобу TS-340. В іншому випадку всі реєстрації є загальними, навіть для комерційних транспортних засобів. Крім того, KL 01 (Thiruvananthapuram РТО) видає реєстрацію для поліцейських транспортних засобів по всьому штату.
В Ассамі AS 20 зарезервовано для урядових автобусів, а AS 30 і AS 31 зарезервовано для поліції штату Ассам. Для реєстрації комерційних транспортних засобів використовується буква C і продовжується як AC, BC тощо. Для приватних транспортних засобів усіх видів реєстрація є загальною.
У Західній Бенгалії існують різні номерні коди для комерційних і приватних транспортних засобів. РТО присвоїли літеру Т деяким комерційним транспортним засобам, напр. WB 04 TE тощо. У таких районах, як Аліпур, Барасат, Барракпур і Ховра, літери були призначені для різних класів транспортних засобів для приватних транспортних засобів. Тепер одні й ті ж букви використовуються для всіх типів транспортних засобів. Головний РТО Калькутти в Beltala (WB01, WB02, WB03 і WB04) також має окремі коди РТО для двоколісних і приватних автомобілів, а також вантажних і пасажирських транспортних засобів.
В Одіші всі реєстрації загальні, навіть для комерційних транспортних засобів. Бхубанешвар має два реєстраційні номери OD 02 і OD 33. OD 02 використовується для юрисдикції РТО Старого Бхубанешвара, а OD 33 використовується для юрисдикції РТО Патії, Бхубанешвар.
У Джамму та Кашмірі всі реєстрації є загальними, навіть для комерційних транспортних засобів. Однак буква Y використовується для всіх державних автобусів.
У Пенджабі всі реєстрації є загальними, навіть для комерційних транспортних засобів. PB 01 використовується для реєстрації туристичних транспортних засобів.
У Біхарі всі РТО призначають літеру P для легкових транспортних засобів (комерційні та позашляховики) і G для вантажних транспортних засобів, напр. BR 01 PC 2433 — автобус BSRTC у місті Патна. Однак для приватного транспорту всі реєстрації є загальними.
У Хімачал-Прадеші HP 01 і HP 02 зарезервовані для туристичних транспортних засобів, а також використовується перша літера району, напр. HP 01 D відноситься до таксі в Дхарамшалі. В іншому випадку всі реєстрації є загальними, навіть для комерційних транспортних засобів.
У Махараштрі дві літери в кожному РТО класифікуються для різного типу транспортного засобу, напр. MH 14 BT призначений для автобусів MSRTC, побудованих у Пімпрі, MH 02 CR для комерційних транспортних засобів в Мумбаї, MH 10 CJ для двоколісних транспортних засобів у Санглі, MH 04 GM для автомобілів у Тане, MH 12 JK для транспортних засобів  спеціального призначення в Пуні і MH 47 D для авторикш у Північному Мумбаї. Наприклад, після букви A буде наведена буква B, після Z буде наведена буква AA і так далі.
У штаті Карнатака blank, A, B, C, D використовується для комерційних транспортних засобів. Т для тракторів і причепів. E, H, J, K, L, Q, R, S, U, V, W, X, Y для двоколісних транспортних засобів. M, N, P, Z для приватного пасажирського транспорту. G використовується для державних транспортних засобів, а F — для автобусів KSRTC/NWKRTC/NEKRTC/BMTC. Додаткові літери додаються, коли кожен ряд вичерпується, наприклад M, MA, F, FA і так далі.
У штаті Мадх'я-Прадеш система нумерації подібна до інших штатів, за деякими винятками: MP 01 і MP 02 зарезервовані для уряду штату, тоді як MP 03 зарезервовано для поліції. Інші транспортні засоби зареєстровані в РТО починаючи з MP 04. У штаті Мадх'я-Прадеш транспортні засоби, що використовуються в сільськогосподарських цілях, нумеруються серією А (наприклад AA, AB, AC тощо), великі автомобілі — серією B, маленькі автомобілі — серією C, транспортні засоби спеціального призначення, такі як швидка допомога, кран тощо — серією D, середні вантажні транспортні засоби —  серією G, важкі транспортні засоби — серією H, малі транспортні засоби для вантажу — серією L, мотоцикли — M, пасажирські автобуси — P, пасажирські авто — R, скутери — S, таксі — T та приватні авто позначаються літерами E, F, I, J, K, N, Q та від U до Z.
Коли серія вичерпана або досягне MZ, РТО може почати будь-яку іншу серію. Наприклад, Бхопал після M прийняв AM, DM, EM, тоді як Індор почав NA, NB, NC і зараз працює вже серія Q. У Чхаттісгарху подібний розподіл.
У Гоа літера X зарезервована для автобусів Державного автомобільного транспорту (Kadamba Transport Corporation) (напр. GA 03 X 0109 ). Літери T, U, V, W, Y, Z зарезервовані для комерційних транспортних засобів, тоді як літера G зарезервована для державних транспортних засобів. Знову ж таки, дві літери в кожному РТО класифікуються для іншого типу транспортного засобу, напр GA 07 C призначений для звичайних автомобілів у Панаджі, а GA 03 AB — для двоколісних транспортних засобів у Мапусі.
В штаті Уттар-Прадеш для приватних транспортних засобів усі реєстрації є загальними. Округи використовують G для державних транспортних засобів і будь-яку літеру для комерційних. Зараз більшість районів використовують Т, АТ, BТ тощо. Деякі округи використовують N, AN, BN а деякі використовують B та H.
В Уттаракханді літера C зарезервована для вантажних транспортних засобів, T для таксі, P для транспортних засобів громадського транспорту і G для державних транспортних засобів а A, B, від D до O, від Q до S та від U до Z для приватних пасажирських транспортних засобів усіх видів.
Наприклад, службовий автомобіль міністра внутрішніх справ штату використовує номер UK 07 GF 9999, а генеральний директор (інформація та зв’язки з громадськістю) використовує номер UK 07 GE 9000. Автомобіль голови Державної цукрової корпорації має номер UK 07 GE 0900.
Реєстраційний номер службового транспортного засобу нині поміщеного глави міністра був UK 07 GB 0999.
Крім того, UK 07 TA 0251 може бути таксі в Дехрадуні, а UK 07 PA 0250 може бути місцевим автобусом у Деградуні.
На північному сході країни, за винятком Ассама:
- Мегхалая видає ML 01, ML 02, ML 03 для державних транспортних засобів, тоді як ML 02 спеціально для Департаменту поліції та ML 03 для транспортного відділу, реєстрація є спільною для всіх транспортних засобів.
- Сіккім випускає літеру P як префікс для всіх типів приватних транспортних засобів, T для таксі, J для комерційних джипів, B для автобусів. Z і D для інших комерційних транспортних засобів. Для автобусів державного транспорту використовувалася серія SK 04 XXXX від Jorethang, і тепер вони повернулися, щоб зареєструвати їх під серією B.
- Аруначал-Прадеш видає номер AR 02 для своїх державних автобусів, для всіх інших реєстрації є звичайними, навіть для комерційних транспортних засобів.
- Нагаленд видає різні літери для всіх типів транспортних засобів.
- У Тріпурі, Мізорамі та Маніпурі всі реєстрації є спільними, навіть для комерційних транспортних засобів.

У Гуджараті державні транспортні засоби мають номерні знаки з літерами G і GJ, які зарезервовані для транспортних засобів державних фірм (напр. GJ 18, G 5123, GJ 18, GJ 6521). Усі інші літери, крім G, використовуються пасажирським транспортом. Літери T, U, V, W, X, Y, Z зарезервовані для комерційних транспортних засобів.
Також номерна серія GJ 18 Y зарезервована для автобусів Державної автомобільної транспортної корпорації Гуджарата (GSRTC) (напр. GJ 18 Y 5432). Раніше використовувався GJ 18 V. Після завершення цієї серії використовувалмся GJ 18 Y (напр. GJ 18 V 8844). На даний момент використовується GJ 18 Z. Усі інші літери використовується пасажирськими авто. Також номер має префікс для використання в усіх класах транспортних засобів, напр GJ 01 від J до JS призначені для двоколісних автомобілів в Ахмедабаді, а GJ 01 від R до RZ зарезервовані для приватних чотириколісних автомобілів в Ахмедабаді. Однак після вичерпання приватної серії в Ахмедабаді транспортні засоби реєструються із суфіксом від T до Z, щоб задовольнити попит.
У Делі для реєстрації використовуються такі літери: A для машин швидкої допомоги, B для мікроавтобусів, C для автомобілів, F для номерів на вимогу для приватних транспортних засобів, G для вантажівок, K для шкільних транспортних засобів, L для вантажівок, N для NRI, P для автобусів, Q для комерційних триколісних автомобілів, R для авторикш і радіотаксі, S для двоколісних, T для міських таксі, Y для приватних таксі. V, W, E, U, M та Z для інших комерційних транспортних засобів.
У Чандігархі для реєстрації використовуються такі літери: T — для вантажівок, G — для державних транспортних засобів. CH 02 для комерційних транспортних засобів. Реєстрація для всіх приватних транспортних засобів є загальною.
У Раджастані для реєстрації використовуються такі літери: M, S та B для двоколісних, C для автомобілів, P для автобусів, G для вантажівок, T для таксі та туристичних пасажирських транспортних засобів. Раніше використовувалися числа від 1 до 50, напр RJ 14 2M і RJ 14 6C використовувалися для транспортних засобів, але тепер цю систему припинено.
У Хар'яні існують різні коди для комерційних транспортних засобів і різні для приватних транспортних засобів. 
На союзних територіях Андаманських і Нікобарських островів, Дадра і Нагар Хавелі, Даман і Діу, Лакшадвіп і Пудучеррі всі реєстрації є загальними, навіть для комерційних транспортних засобів.

## Номерні знаки із захистом від несанкціонованого доступу (HSPR plates)
1 червня 2005 року уряд Індії вніс зміни до правила 50 Центральних правил транспортних засобів від 1989 року, передбачивши введення нових номерних знаків із захистом від несанкціонованого доступу (HSRP).  Усі нові моторизовані дорожні транспортні засоби, які з’явилися на ринку після цього, повинні були дотримуватися нових номерних знаків, тоді як існуючим транспортним засобам було дано два роки на встановлення. Цей номерний включає в себе номерну табличку із запатентованою хромовою голограмою, лазерну нумерацію, що містить буквено-цифрову ідентифікацію як випробувального агентства, так і виробників, а також світловідбиваючу плівку з написом «Індія» для перевірки під кутом нахилу 45 градусів. Символи вибиті на пластині для кращої видимості. На лівій стороні спостерігачів під голограмою світлого відтінку блакитного кольору були надруковані літери «IND». Однак це ще не впроваджено, оскільки уряди різних штатів ще не призначили офіційне джерело для виробництва цих пластин через суперечки, які зараз розглядаються в різних індійських судах. 8 квітня 2011 року Верховний суд Індії викликав міністрів транспорту Делі, Пенджабу та Уттар-Прадеша через судовий розгляд щодо невиконання реєстраційних знаків високого рівня безпеки. 30 листопада 2004 року Верховний суд пояснив, що всі штати повинні дотримуватися цієї схеми. Наразі весь Північний Схід, включаючи Ассам, Гуджарат, Раджастхан, Джамму та Кашмір, Західний Бенгал, Карнатаку, Андаманські та Нікобарські острови і Гоа, є єдиними штатами, які повністю виконали вимоги. Штати Біхар, Джаркханд, Уттар-Прадеш, Мадх'я-Прадеш, Чхаттісгарх, Одіша і Махараштра не приступили до проведення тендерів. Крім цих штатів, деякі інші також вжили заходів для впровадження нової схеми.
Хар'яна і Пенджаб запустили в штаті систему реєстраційних номерів високого рівня безпеки. Реєстраційні знаки підвищеної безпеки стали обов’язковими для всіх нових і старих транспортних засобів. 
Махараштра оголосила, що незабаром планує запровадити нові номерні знаки.

## Військові машини

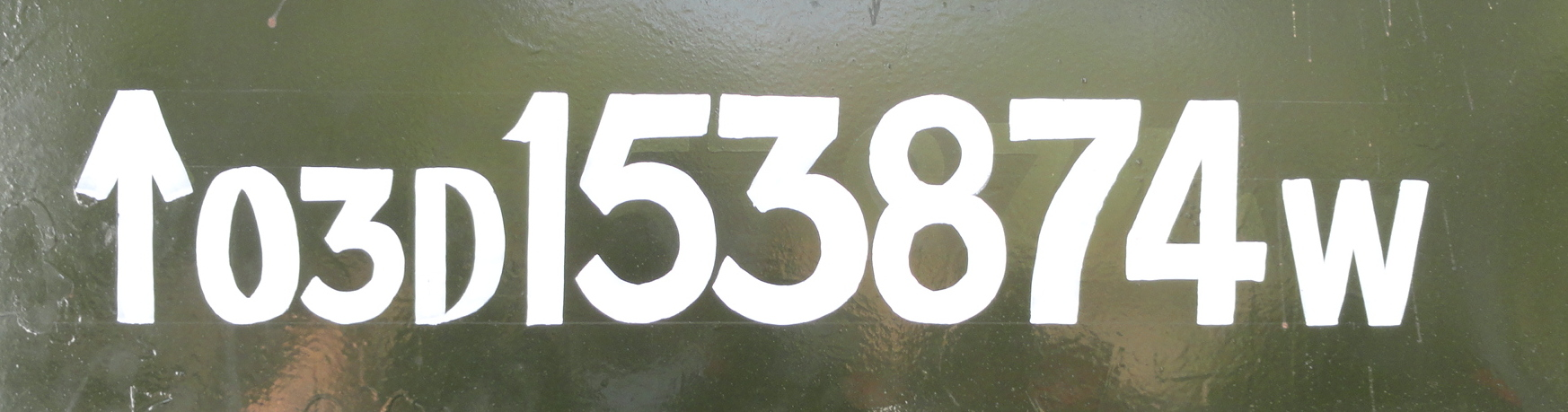
Номерний знак на вантажівці індійської армії в Мхові

Військові машини мають унікальну систему нумерації на відміну від будь-яких інших номерів. Номери зареєстровані Міністерством оборони в Нью-Делі. Першим (або третім) символом є стрілка, спрямована вгору. Це відоме як широка стріла, походження якої лежить в Управлінні озброєння Великобританії і досі використовується в багатьох частинах Британської Співдружності на різноманітних військових предметах, а не тільки на транспортних засобах. Дві  цифри після стрілки вказують рік, у якому військові придбали транспортний засіб. Далі йде базовий код, а потім серійний номер. Літера, що стоїть після серійного номера, вказує на клас автомобіля.

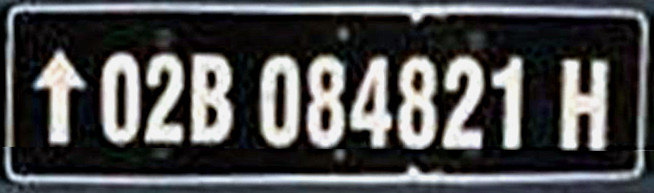
Реєстраційний знак індійського військового автомобіля (NCC)

## Дипломатичні таблички
Міністерством закордонних справ Індії автомобілям з дипломатичними номерними знаками в Індії надається рівень дипломатичного або консульського імунітету. Імунітет втрачає силу, якщо транспортним засобом з дипломатичним номером керує не дипломат за відсутності акредитованого члена дипломатичного чи консульського корпусу.

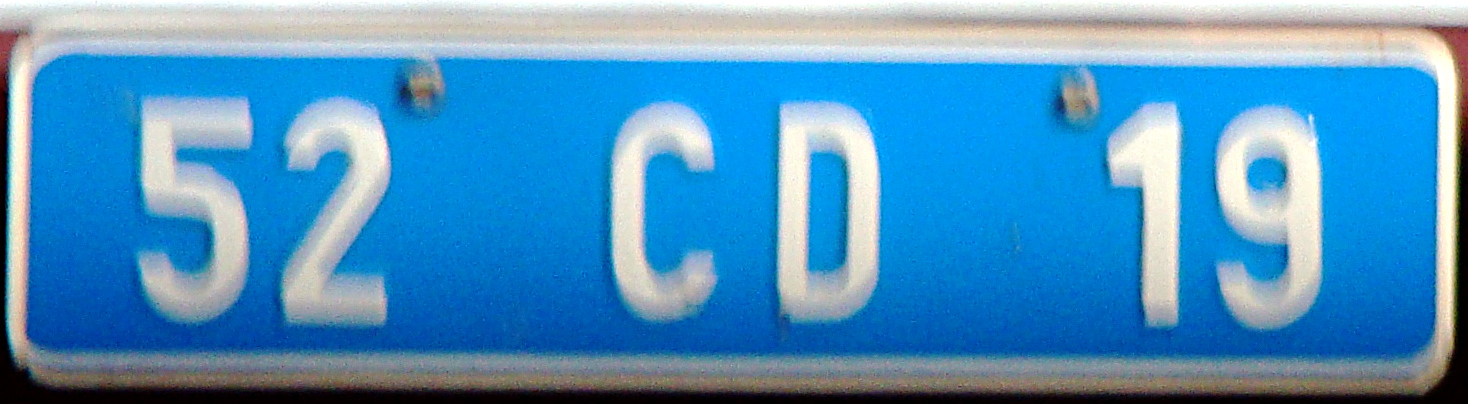
Номерний знак автомобіля, що належить дипломатичній місії Нідерландів (код 52)

## Нумерація серії Бхарат (BH)

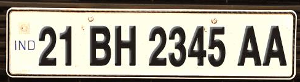
Автомобіль, зареєстрований під серією BH

26 серпня 2021 року Міністерство автомобільного транспорту оприлюднило повідомлення щодо двадцятої поправки до Центральних правил транспортних засобів. Реєстраційні номери серії BH видаються працівникам державного сектору як центрального уряду, так і уряду штату. Також вони видаються працівникам приватного сектору, які працюють у фірмах з офісами в чотирьох або більше штатах або союзних територіях.

## Тимчасові номери
Як тільки транспортний засіб купується, дилер транспортного засобу видає тимчасову ліцензійну наклейку, відому в просторіччі як номер TR (To Register). Це діє протягом одного місяця, протягом якого власник повинен зареєструвати транспортний засіб у контролюючому район РТО, в якому проживає власник, щоб отримати стандартний номерний знак. Деякі штати, як Таміл Наду, забороняють транспортні засоби з номерами TR на дорозі, дилер передасть транспортний засіб покупцеві лише після завершення процесу реєстрації. Щоб зареєструвати транспортний засіб, його необхідно пред’явити в офіс РТО, де автомобільний інспектор перевірить адресу заявника та інші реквізити, підтвердить, що номери двигуна та шасі ідентичні тому, що написано в заяві, та видасть постійну реєстрацію, сертифікат, який зазвичай дійсний протягом 20 років. Постійне свідоцтво про реєстрацію є одним із чотирьох важливих документів, які завжди повинен мати транспортний засіб, що курсує на дорозі. Інші – дійсне страхове свідоцтво, свідоцтво про контроль забруднення (PUC) та посвідчення водія. Для комунальних транспортних засобів, таких як автобуси, вантажівки, таксі та пікапи, існує ряд додаткових документів, як сертифікат технічного обслуговування та дозвіл на перевезення.

## Історія
До 1939 року видавалася лише одна літера із чотирма номерами (напр. N 7612).
З 1939 по 1947 рр. була запропонована схема двох літер і чотирьох цифр (напр. KA 9823).

З 1947 року до кінця 1980-х років (саме до 30 червня 1989 року) індійська система номерних знаків діяла за схемою:
BMU 7711
Де B був кодом штату (наприклад C для Карнатаки, оскільки K було виділено Кералі). MU були літерами конкретного РТО і 7711 був унікальним номерним знаком. Старі транспортні засоби все ще демонструють цю юридично діючу схему нумерації.
У португальському Гоа, яке було анексовано Індією в 1961 році, схема була Ixx-99-99 (до 1937 I-99999), другі літери та треті літери зарезервовані за районами.
Коли Мадх'я-Прадеш був відомий як Центральна провінція (тоді використовувався код C), всі номерні знаки автомобілів починалися з:
- CPZ — Для всіх державних транспортних засобів
- CPP — Поліція Центральної провінції
- CPX — Де "X" представляв район (наприклад, транспортні засоби, зареєстровані в Джабалпурі мали реєстраційний номер MPJ)

При перейменованні в Мадх'я-Прадеш, став використовуватися код M:
- MPZ — Для всіх державних транспортних засобів
- MPP — Поліція штату Мадх'я-Прадеш
- MPX — Де "X" представляв район (наприклад, транспортні засоби, зареєстровані в Джабалпурі мали реєстраційний номер MPJ)

На початку 2000-х років колірна схема номерного знака змінилася з біло-чорного (BMU 7711) на чорно-білий (BMU 7711) для приватних некомерційних транспортних засобів і з чорно-білого (BMU 7711) на чорно-жовтий (BMU 7711) для всіх інших транспортних засобів. Використання старої колірної схеми було визнано незаконним після періоду, протягом якого обидва стилі допускалися.
Президент Індії і губернатори індійських штатів раніше подорожували в офіційних автомобілях без номерних знаків. Замість цього вони мали Герб Індії в золоті витиснутий на червоній пластині. Але тепер вони також мають звичайні номерні знаки.
З 2009 року нові номери офіційно видаються, проте попередні все ще дійсні.